# Sceliacantha
Sceliacantha är ett släkte av steklar. Sceliacantha ingår i familjen Scelionidae.
Kladogram enligt Catalogue of Life:
| Sceliacantha | \| \| Sceliacantha quadrispinosa \| \| \| \| \| \| Sceliacantha subplana \| \| \| \| |
|              | \| \| Sceliacantha quadrispinosa \| \| \| \| \| \| Sceliacantha subplana \| \| \| \| |
|              | Sceliacantha quadrispinosa                                                           |
|              |                                                                                      |
|              | Sceliacantha subplana                                                                |
|              |                                                                                      |